# 테이크 커버
"테이크 커버"(영어: Take Cover)는 2024년 공개된 영국의 액션 영화이다.

## 캐스팅

### 주연
- 스콧 앳킨스 : 샘 로드 역
- 잭 파 : 켄 역

### 조연
- 마달리나 벨라리우 이온 : 모나 역
- 빌리 클레멘츠 : 브루투스 역
- 아다 마이클스-메이슨 : 더 블론드 역
- 피터 콜필드 : 마샬 역